# KUBO/クボ 二本の弦の秘密
『KUBO/クボ 二本の弦の秘密』（クボ にほんのげんのひみつ、原題：Kubo and the Two Strings）は、トラヴィス・ナイト製作・監督（演出デビュー作）、マーク・ヘイムズとクリス・バトラー脚本による、2016年のアメリカ合衆国の3Dストップモーション・アニメーションを用いたファンタジー・アクション冒険映画。声優としてアート・パーキンソン、シャーリーズ・セロン、レイフ・ファインズ、ルーニー・マーラ、ジョージ・タケイ、マシュー・マコノヒーが起用されている。本作はライカの4本目の長編作品となる。映画は、封建時代の日本を舞台に、左目を盗まれ、魔法の三味線を操る主人公のクボを中心に展開する。クボは擬人化されたニホンザルとクワガタムシを仲間に、邪悪な叔母そして左目を奪った祖父のライデン（別名：月の帝）を倒す宿命を課せられる。
『クボ』はメルボルン国際映画祭でプレミア上映されたのち、アメリカではフォーカス・フィーチャーズによって2016年8月19日に公開され、6000万ドルの製作予算に対して7400万ドルの収入を得た。本作は英国アカデミー賞 アニメ映画賞を受章するとともに、アカデミー長編アニメ映画賞とアカデミー視覚効果賞にノミネートされ、後者については『ナイトメアー・ビフォア・クリスマス』（1993年）以来2例目となるアニメ映画のノミネート作となった。

## あらすじ
封建時代の日本。少年・クボは海に突き出た崖の洞穴で衰弱した母・サリアツと暮らしている。クボは左目を無くしているが不思議な力があり、村で魔法の三味線を奏で、生き生きと動く折り紙で物語を語って生計を立てている。クボの語る侍・ハンゾウの物語は村人たちに大人気だが、物語はいつも結末が語られることがない。クボには日暮れ前に必ず母のもとへ帰らなければならない約束があるからだ。物語は母から聞いたものだったが、母も物語の結末が近づくと覚えていないと言って語るのをやめてしまう。ある日、村は盆踊りで盛り上がっていた。お盆は、灯篭を飾り死者に語りかけて想いを伝えあうことができる行事だという。父を知らないクボも折り紙で灯篭を作り父に語りかけてみたのだが、父が現れぬまま夜になり、現れたのは母の妹だという恐ろしい二人の女・闇の姉妹だった。叔母たちは残っているクボの右目を祖父である月の帝に捧げろと言い襲ってくるが、そこへ突如母が現れた。母はクボに「父の刀、鎧、兜を探し出しなさい」と言い置き、魔法でクボを遠くへ避難させる。クボの手には母の長い髪が一筋残っているだけだった。
クボが気がつくと、雪に覆われた最果ての国にいた。そこには雌のサルがいて、クボに厳しい言葉をかけながら洞窟の中で面倒を見る。サルは、母がクボに与えた猿の人形が自分だとクボに説明する。クボはサルとともに、母が言い残した三つの秘宝を求めて旅に出る。その途中、以前はハンゾウの家臣だったが呪いをかけられてクワガタムシのような姿に変えられ記憶を失った侍・クワガタと出会い、クワガタは一行に加わる。陽気なクワガタと厳しいサルは時に対立しながらも、クボを助けた。刀はがしゃどくろを倒して手に入れ、鎧は水中の妖怪との戦いの末に見つける。クボが鎧を探している間にサルは闇の姉妹の一人の襲撃を受け、傷を負いながらも倒した。戻ったクボにサルは、クボの母が月の帝の娘で地上の侍を倒しに来たがハンゾウと親しくなってクボをもうけたこと、自分は母が魔法で意識を移した存在であることを告げる。クボは兜がハンゾウの邸にあると夢で告げられ、廃墟となった邸に向かう。だが、そこには闇の姉妹の残る一人が待ち構えていた。彼女はクワガタが実はハンゾウであり、自分たちが記憶を奪って姿を変えたことを明かす。クワガタは闇の姉妹に倒され、クボは三味線を鳴らして危機を脱した。まもなく母の魔法が切れてサルは人形に戻ってしまう。
本当の兜が故郷の村にあると知ったクボは帰郷する。村は月の帝により廃墟と化していた。兜を手に入れたクボは月の帝と対決する。月の帝はクボの残る目を欲するが、自分のところに来るならそれを免じると話し、月に来れば地上で免れない痛みや悲しみ、死とは無縁で永遠の命を得られると諭した。応じなかったクボは母の髪、父の弓弦、自らの髪を弦とした三味線を奏で、地上では命は有限でもその思いは残った人々の心に生き続けると答え、月の帝は記憶を失った老人と化した。村の人々はこの老人を暖かく迎え入れる。河辺に灯籠を捧げるクボの傍らには亡き両親の姿があった。

## 声の出演
| 役名                     | 原語版声優                 | 日本語吹替 | 日本語吹替 |
| 役名                     | 原語版声優                 | 劇場公開版 | 機内上映版 |
| ------------------------ | -------------------------- | ---------- | ---------- |
| クボ                     | アート・パーキンソン       | 矢島晶子   | 矢島晶子   |
| サル／サリアツ           | シャーリーズ・セロン       | 田中敦子   | 田中敦子   |
| クワガタ／ハンゾウ       | マシュー・マコノヒー       | ピエール瀧 | 森田順平   |
| 月の帝（ライデン）       | レイフ・ファインズ         | 羽佐間道夫 | 羽佐間道夫 |
| 闇の姉妹（カラスとワシ） | ルーニー・マーラ           | 川栄李奈   | 大原さやか |
| ホサト                   | ジョージ・タケイ           | 佐野康之   | 佐野康之   |
| ハシ                     | ケイリー＝ヒロユキ・タガワ | さかき孝輔 | さかき孝輔 |
| カメヨ                   | ブレンダ・ヴァッカロ       | 小林幸子   | 小林幸子   |
| マリ                     | メイリック・マーフィ       | 杉山あいり | 杉山あいり |
| ミナエ                   | ミナエ・ノジ               |            |            |
| アイコ                   | アルファ・タカハシ         |            |            |
| ミホ                     | ローラ・ミロ               |            |            |
| ケン                     | ケン・タケモト             |            |            |

## 製作
2014年12月に、本作はライカのCEOであるトラヴィス・ナイトの演出デビューになることが発表された。ナイトは、プロダクションのデザイナーであるシャノン・ティンドルから「ストップモーションによる侍の叙事詩」という物語を示された。スタジオがこれまで危険を冒してまでそのジャンルに挑むことはなかったにもかかわらず、「ファンタジーの叙事詩」というジャンルおよび日本文化の両方に親しみを覚えたことで、ナイトは企画にのめり込んだ。
本作の美術は水墨画や折り紙などの日本の事物に影響を受けている。とりわけ浮世絵の版木の様式から、ライカは映画全編を「あたかも動く木版画を見て感じるような」方向で製作した 。
作中に登場するがしゃどくろは16フィート（4メートル87）・400ポンド（181キログラム）のパペットが制作陣によって作られ、ライカはストップモーション用のパペットとしては最大であると主張している。その結果、このパペットは磁石で接合する二つの部位に分けて作られた。動かすためにライカは操作の容易なロボットを製作しなくてはならなかった。制作陣は一時期、eBayで購入した産業用ロボットを使おうとしたが、彼らの組み立てでは動かないことがわかった。アニメーションスーパーバイザーを務めたブラッド・シフによると、実際の操作は、胸はプラットフォームの上に載せてジョイスティック状のレバーで遠隔操作し、腕と頭は手で動かしたという。
撮影用のパペットについて、クボは28体、クワガタは20体、サルは24体が作られ、一つのカットは一人のアニメーターが担当する形で撮影されている。人物の表情は口や眉のパーツ（各約8000種類）を交換することで変化させる。
本作の音楽はダリオ・マリアネッリが作曲した。

## スタッフ
- 監督 - トラヴィス・ナイト
- 原案 - シャノン・ティンドル、マーク・ヘイムズ
- 脚本 - マーク・ヘイムズ、クリス・バトラー
- ストーリーヘッド - クリス・バトラー
- ストーリーアーティスト - ジョン・アオシマ、ヴェラ・ブロスゴル、エマヌエーレ・コッツィ、マーク・ガルシア、ユリアン・ナリーニョ、オヴィ・ネデルク、デヴィッド・オークス、ブライアン・オーミストン、ショーン・パルマー
- プロダクションコンサルタント・通訳 - 後藤太郎
- アニメーションスーパーバイザー - ブラッド・シフ
- アートディレクター - アリス・バード
- プロダクションデザイナー - ネルソン・ロウリー[注釈 2]
- キャラクターデザイン - シャノン・ティンドル
- キャラクタースカルプター - ケント・メルトン
- 表情アニメーションデザイン・EDアニメーション作画監督 - デヴィッド・ヴァンダーヴォート
- コスチュームデザイン - デボラ・クック
- 人形制作スーパーバイザー - ジョージナ・ヘインズ
- ラピットプロトタイピングチーフ - ブライアン・マクリーン
- リギングスーパーバイザー - オリバー・ジョーンズ
- VFXスーパーバイザー - スティーヴ・エマーソン[注釈 3]
- 撮影監督 - フランク・パッシンガム[注釈 4]
- 編集 - クリストファー・マーリー
- 音楽 - ダリオ・マリアネッリ
- 製作 - トラヴィス・ナイト、アリアンヌ・サットナー
- 制作プロダクション - ライカ

### 日本語版制作
- 字幕翻訳 - 石田泰子[注釈 5]

吹替版
- 演出 - 中野洋志、打越領一、藤本直樹
- 翻訳 - 遠藤美紀[注釈 6]
- 音声 - 堀田英二
- 制作 - ギャガ、ACクリエイト

## サウンドトラック

### 主題歌
- レジーナ・スペクター「ホワイル・マイ・ギター・ジェントリー・ウィープス」 - 原語版エンディング・テーマ
- 吉田兄弟「ホワイル・マイ・ギター・ジェントリー・ウィープス」 - 日本語吹替版エンディング・テーマ
- 劇場公開版日本語吹替の主題歌は、ライカ側からのオファーにより吉田兄弟が担当した[14]。

### 楽曲リスト
| #   | タイトル                                                                   | 作詞 | 作曲・編曲 | 時間 |
| --- | -------------------------------------------------------------------------- | ---- | ---------- | ---- |
| 1.  | 「The Impossible Waves」                                                   |      |            | 2:37 |
| 2.  | 「Kubo Goes to Town」                                                      |      |            | 1:25 |
| 3.  | 「Story Time」                                                             |      |            | 2:10 |
| 4.  | 「Ancestors」                                                              |      |            | 2:07 |
| 5.  | 「Meet the Sisters!」                                                      |      |            | 2:22 |
| 6.  | 「Origami Birds」                                                          |      |            | 3:25 |
| 7.  | 「The Giant Skeleton」                                                     |      |            | 3:30 |
| 8.  | 「The Leafy Galleon」                                                      |      |            | 4:36 |
| 9.  | 「Above and Below」                                                        |      |            | 3:59 |
| 10. | 「The Galleon Restored」                                                   |      |            | 1:06 |
| 11. | 「Monkey's Story」                                                         |      |            | 2:57 |
| 12. | 「Hanzo's Fortress」                                                       |      |            | 5:45 |
| 13. | 「United-Divided」                                                         |      |            | 3:01 |
| 14. | 「Showdown with Grandfather」                                              |      |            | 7:04 |
| 15. | 「Rebirth」                                                                |      |            | 1:33 |
| 16. | 「ホワイル・マイ・ギター・ジェントリー・ウィープス」(レジーナ・スペクター) |      |            | 5:23 |
| 17. | 「ホワイル・マイ・ギター・ジェントリー・ウィープス」(吉田兄弟)             |      |            | 5:17 |

## 公開
本作は2016年8月13日にメルボルン国際映画祭で上映され、アメリカ合衆国では同年8月19日に公開された。
日本では2017年11月18日に公開された。配給はギャガ。それに先立ち、第30回東京国際映画祭（10月25日より開催）にて特別招待作品として上映された。

### 興行成績
2017年1月24日現在、『クボ』は6000万ドルの製作予算に対して、北米で4800万ドル、その他の地域で2650万ドル、全世界で7450万ドルの興行収入を得た。
アメリカでは、『ベン・ハー』や『ウォー・ドッグス』と同時期の公開ながら、最初の週末に3260箇所の映画館で、1200 - 1500万ドルの収入を上げた。木曜夜の夜間先行上映では51万5000ドル、初日に410万ドルを生み出した。公開後最初の週末で1260万ドルに達し、興行成績第4位を占めた。

### 評価
本作は各方面から高い評価を得た。Rotten Tomatoesでは批評家228人から97%の支持率を得て、観客のレーティングの平均は5点中4.1だった。当サイトでは総合的な評価として「『クボ 二本の弦の秘密』はあらゆる世代に対し、夢中になるような、そして勇敢で陰鬱さもある物語を、驚くべきアニメーションによって提示した」と記されている。Metacriticでは、本作は38人の評者から100点中84点を得て"Universal acclaim"のランクとなった。CinemaScoreの観衆に対する調査では、本作はA+からFまでの中でAのランクを獲得した。

### 受賞とノミネート
List of accolades received by Kubo and the Two Strings（英語版）を参照。

### ビデオグラム
アメリカなどではDVDとブルーレイおよびデジタルメディアが2016年11月22日に発売された。